# 오 헨리
윌리엄 시드니 포터(영어: William Sydney Porter, 1862년 9월 11일 ~ 1910년 6월 5일)는 미국의 작가이자 소설가로, 오 헨리(영어: O. Henry)라는 필명으로 잘 알려져 있다. 반전이 있는 짧은 소설을 주로 썼다. 또한 기 드 모파상의 영향을 받아 풍자·애수에 찬 화술로 평범한 미국인의 생활을 그렸다.

## 생애
윌리엄 시드니 포터는 1862년 10월 11일 노스캐롤라이나주의 그린즈버러에서 앨저넌 시드니 포터와 메리 제인 버지니아 스웨임 부부 사이에서 태어났다. 세살 무렵 어머니가 결핵으로 사망하자 가족은 할머니의 집으로 이사하였다. 1879년 고등학교를 졸업하고 삼촌이 경영하는 약국의 조수로 들어가 1881년 약사 자격증을 획득하였다.
1882년 포터는 제임스 홀을 따라 텍사스로 이주하여 그의 아들 리처드 홀의 목장에서 일하였다. 그 곳에서 포터는 독일, 스페인 등지에서 온 이민자들의 음악을 배웠다. 1884년 오스틴으로 이사하였다. 거기서 포터는 제도사, 은행원, 기자 등의 직업을 전전했으며 습작을 작성하기도 하였다.
포터는 오스틴에서 극단에 들어가 기타와 만돌린을 연주하였다. 1887년 17세였던 애솔 에스테스와 결혼하였다. 1887년 리처드 홀이 지주협의회의 의장이 되자 그의 권유로 텍사스 제네럴 랜드 오피스의 제도사로 근무하였다. 1888년 아들이 태어났으나 태어나자 마자 사망하였다. 1889년 딸 마가릿 워스 포터가 태어났다. 리차드 홀이 1890년 낙선하자 포터는 은행원, 기자등으로 일하였으며 첫 작품 《구르는 돌》(The Rolling Stones)을 발표하였으나 1500부가 팔리는데 그쳤다.
포터 가족은 1895년 휴스턴으로 이사하였다. 포터는 우체국의 고정 작가로 글을 쓰기 시작하였다. 그러나, 오스틴에서 재직하였던 은행에서 포터가 재직 중 계산 실수를 범했다는 이유로 고소하여 구금되었다. 포터는 장인의 도움으로 석방되어 불구속 재판을 받게 되었다. 그의 가족들은 장인의 집에 의탁하였다. 첫 재판은 1896년 7월 7일에 열릴 예정이었다. 포터는 처음에는 뉴올리언스로 이후 온두라스로 도피하였다. 거기에서 그는 바나나 공화국을 빗댄 《양배추와 왕》을 썼다.
포터는 1897년 아내 애솔이 결핵으로 죽어간다는 전갈을 받고 오스틴으로 돌아왔다. 애솔은 1897년 7월 25일 사망하였다. 포터는 체포되어 1898년 2월 횡령죄로 징역 5년을 선고받아 5월 25일 오하이오 교도소에 수번 30664번으로 수감되었다. 포터는 약사 자격이 있었기 때문에 복역 중에 야간 약국 담당으로 일하였다. 복역 중에 포터는 여러 필명으로 단편 소설을 출간하였다. 오 헨리라는 필명으로 발표한 《휘파람 부는 딕의 크리스마스 스타킹》이 널리 알려지게 되자 그의 이름 역시 오 헨리로 널리 알려졌다.
1901년 출감한 그는 펜실베이니아주 피츠버그로 이사한 장인을 찾아가 11살이 된 딸 마거릿을 만났다. 장인은 마거릿에게 포터가 사업 때문에 멀리 여행갔다고 말하여 두고 있었다.
1902년 《뉴욕 월드 썬데이 매거진》이 그의 글을 수록하길 하자 포터는 뉴욕으로 이사하였다. 포터는 이 잡지에 381편의 단편의 실었다. 1907년 포터는 세라 린지 콜먼과 재혼하였다.
1908년 그는 건강이 악화되어 글쓰기를 중단하였다. 1909년에 사라가 떠나간 뒤 더욱 건강이 악화된 그는 1910년 6월 5일 48세의 젊은 나이로 사망하였다. 사망 후 뉴욕 시에 의해 노스캐롤라이나의 애슈빌에 묻혔다. 1927년 그의 딸 마가렛 역시 사망하여 아버지의 옆에 묻혔다.

## 우리말 번역
- 김희용 옮김, 오 헨리 단편선, 민음사, 2017년 7월 10일